# 原清 (実業家)
原 清（はら きよし、1907年4月15日 - 1990年10月18日）は、日本の実業家である。朝日放送（ABC）社長や会長などを歴任した。

## 経歴
兵庫県宝塚市出身。小学校を卒業後父親を亡くし、篤志家の実業家石川芳次郎に助けられ、就職するまで住み込みの書生として経済的支援を受ける。旧制甲陽中学校を経て、関西学院高等商業学校卒業。　
学校を卒業した1930年、朝日新聞社へ入社。1951年には朝日放送の設立に参加し、同社の放送部長、取締役を歴任した。
1956年に大阪テレビ放送が開局すると同局に移籍し、常務に就任した。同じく常務であった永松徹（のちの毎日放送専務）と共に、二人三脚で同局の開局を支えた。1959年にこの大阪テレビ放送が朝日放送に合併したことで、朝日放送に常務として復帰し、1964年、専務、1968年、副社長、1971年、社長に就任する。関西テレビ界の重鎮として知られ、ミス・ユニバース世界大会においても、しばしば審査員を務めていた。
JNN基幹局で構成される「五社連盟」では、今道潤三（TBS社長）、小嶋源作（CBC社長）、金子秀三（RKB社長）と共に中心人物となっていた。1975年には、朝日新聞社およびTBSからの要請を受託し、いわゆる「腸捻転ネット」の解消（ANNへの移行）を断行した。これに伴う大幅な減収減益を、自社の番組制作能力や営業力の強化と、西日本地域を中心とした系列局への支援を行うことで克服し、1983年6月、会長に就任した。
1990年10月、社用でパリ出張中、滞在先のホテルで急性心不全のため急逝。葬儀は同年12月12日、ザ・シンフォニーホールにて挙行された。